# Sultano (Impero ottomano)

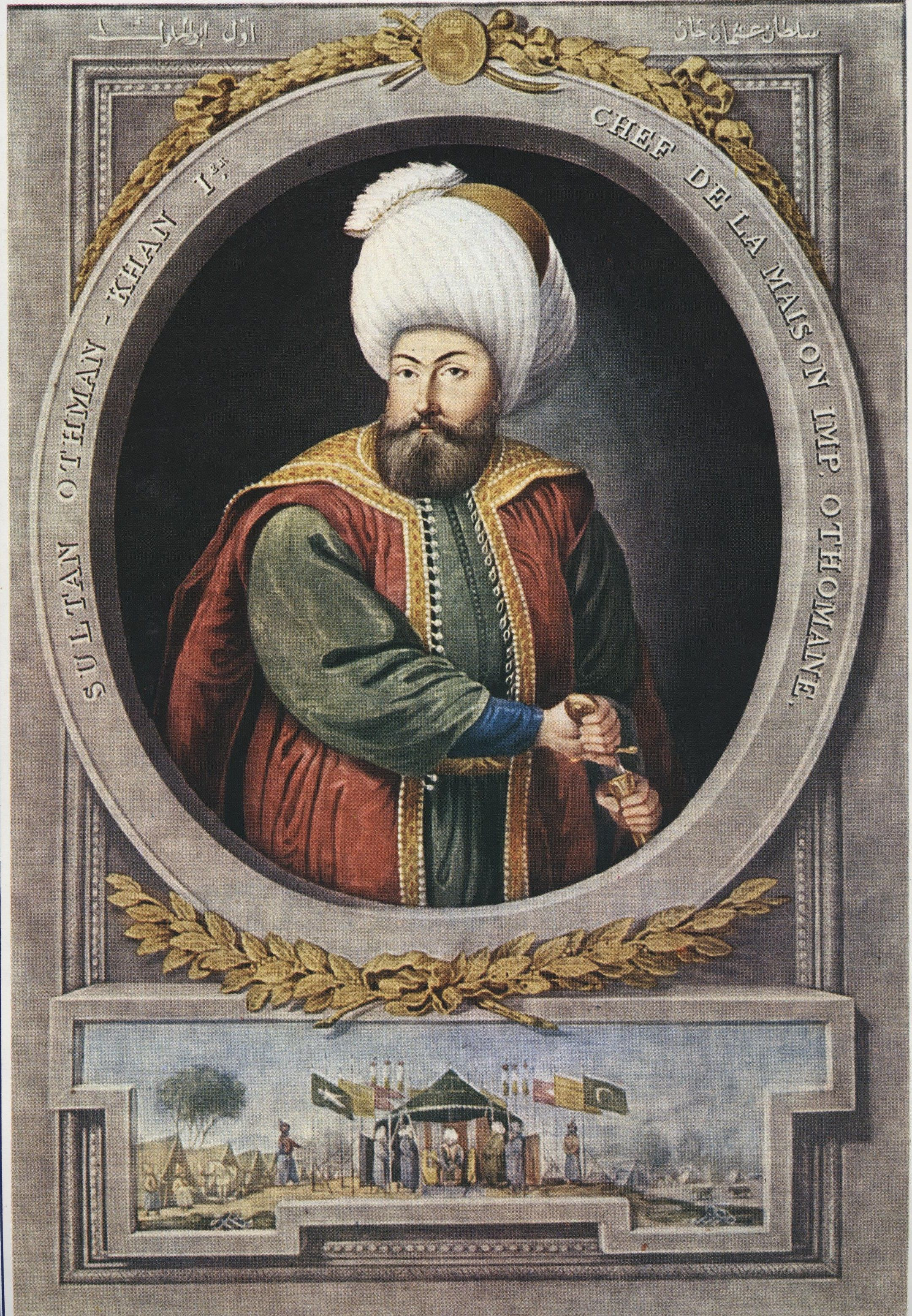
Osman I

Il sultano, massimo vertice del complesso istituzionale ottomano, è il capo supremo dell'islam sunnita e sovrano dell'Impero ottomano. La carica appartenne ininterrottamente per sei secoli alla dinastia regnante degli ottomani, discendenti di Osmân.
In qualità di rappresentanti politici dell'Islam, i sultani ottomani si fregiarono da un certo momento in poi (dopo la campagna di conquista vicino-orientale e maghrebina di Selim II), anche del titolo di califfo supremo. Da Solimano il Magnifico ogni sultano si definì "protettore della Mecca e di Medina" e "guardiano delle vie del pellegrinaggio".
La figura del sultano non era tuttavia quella di capo religioso e di rappresentante dell'Islam, arrogandosi ognuno di essi la funzione di capo di tutti i millet, ognuno dei quali era rappresentato da un capo religioso. Se gli ebrei erano quindi rappresentati dal loro principale rabbino e i cristiani-ortodossi dal loro patriarca, i musulmani lo erano dallo Sheykh ul-islâm, capo supremo degli ʿulamāʾ, il quale vigilava che le azioni e la condotta del sultano fossero conformi alla shari'a.
In qualità di sovrano dell'Impero ottomano, il sultano esercitava la propria autorità mediante il qânûn, atti legislativi che venivano applicati a tutto l'Impero o limitatamente a regioni specifiche, e i firmani. Il sistema amministrativo del sultano era impostato sui Qapïqulu (pl. Qapıqulları), ovvero gli "schiavi della porta", corpo costantemente incrementato dal Pengiq, il diritto del sultano al quinto  dei prigionieri di guerra. Con Murad I il sistema dei Qapıqulları fu rinforzato con l'istituzione del devshirme, basato sulla resa in schiavitù di giovani maschi cristiani, predati per lo più nelle aree greche e balcaniche, di età oscillante fra gli otto e i vent'anni. Il sultano presiedeva il Dîvân-i humâyûn, l'organo di governo dell'Impero.
Dopo la conquista di Costantinopoli nel 1453 al titolo di sultano ottomano fu aggiunto quello di qaysar-ı Rum, "Cesare dei Romei".

## Origini e fonte
Il sultano è la figura istituzionale in parte derivante dalla tradizione dei Persiani Sasanidi e dei Turco-mongoli, secondo cui i sudditi erano Re’âyâ, gregge di cui il principe-sultano era guida e pastore. Infatti, l'istituto imperiale non trova il suo fondamento nella shari‘a, la legge islamica. Interessandosi del problema della fonte giuridica del potere del sultano, un cronista del XV secolo, Tursun Bey, affermava:
(Tursun Bey)
Dunque il fondamento dell'autorità imperiale nasce dalla stessa necessità di garantire l'applicazione del sistema costituzionale islamico.

## Successione dinastica
Il ruolo di sultano fu ininterrottamente riservato agli appartenenti al casato di Osmân. Non fu mai codificato un sistema di norme che disciplinasse e garantisse la quieta e stabile successione dinastica. L'unica fonte del diritto successorio è rappresentata dalla tradizione islamica, la quale prevede che l'ascesa del sovrano sia nelle mani di Dio. In pratica, i requisiti basilari sono che il sovrano debba essere maschio, pubere e sano di mente. 

I vari candidati alla successione vollero cautelarsi da complotti familiari (resi probabili dalla ampiezza degli harem sultanali e dalla presenza di un gran numero di fratellastri, cresciuti spesso senza una vita condotta in comune), eliminandosi l'un l'altro, operando quindi un vero e proprio fratricidio, finché non ne fosse rimasto uno solo, malgrado questo costituisse un'evidente violazione del disposto coranico e sciaraitico che indica fra i massimi reati - perseguibili con pena (hadd) espressamente indicata dal Corano con la morte - l'omicidio ingiusto del musulmano.
A causa di questa lacuna costituzionale che rendeva incerta la successione dei sultani, la storia ottomana fu caratterizzata spesso da guerre civili e da complotti. La tradizione dimostra come l'appoggio dei giannizzeri, unità dell'élite dell'esercito ottomano, fosse determinante per l'ascesa al trono dei sultani.
L'unico candidato rimasto ordinava a tutti gli imam di menzionare il proprio nome nella Khuṭba, la predica in occasione della preghiera collettiva in moschea del venerdì. Di fronte alla "porta della Felicità" il sultano riceveva il Bîat (dall'arabo bay‘a) – ossia "riconoscimento" – da parte dei dignitari e degli ʿulamāʾ.